# ایرث (دژ)
دژ ایرث (انگلیسی: Airth Castle) قلعه‌ای در اسکاتلند است.